# Roy Z
Roy Z, właściwie Roy Zerimar (ur. jako Roy Ramirez 1968 w Los Angeles) – amerykański muzyk, kompozytor i producent muzyczny znany ze współpracy z Bruce'em Dickinsonem (wokalistą Iron Maiden), Robem Halfordem i Judas Priest. Jest także założycielem i liderem amerykańskiej grupy hardrockowej Tribe of Gypsies. W jego muzyce zauważalne są wpływy kultury latynoamerykańskiej.

## Dyskografia
| - 1990 Driver (EP) - 2012 Countdown - 1994 Balls to Picasso - 1997 Accident of Birth - 1998 The Chemical Wedding - 1999 Scream for Me Brazil - 2002 The Best of Bruce Dickinson - 2005 Tyranny of Souls - 2006 Anthology (DVD) - 1996 Tribe of Gypsies - 1997 Nothing Lasts Forever (mini-album) - 1998 Revolucion 13 - 2000 Standing on the Shoulders of Giants - 2006 Dweller on the Threshold |  | - 2000 Rage of Creation - 2003 Eyes of Eternity - 2005 Holy Hell - Kerbdog – On the Turn (1997) - Last Temptation – Last Temptation (1997) - Warrior – Ancient Future (1998) - Steel Prophet – Dark Hallucinations (1999) - MVP – Animation (1999) - Glenn Hughes – Incenses and Peaches (2000) - Warrior – Code of Life (2001) - W.A.S.P. – Unholy Terror (2001) - Cage – Darker Than Black (2003) - Tribuzy – Execution (2005) |